# آبشار لویس
آبشار لویس (به انگلیسی: Lewis Falls) آبشاری است که در پارک ملی یلوستون، ایالات متحده آمریکا واقع شده و ارتفاع کلی ریزشگاه آن ۳۰ فوت (۹٫۱ متر) است.

## نگارخانه

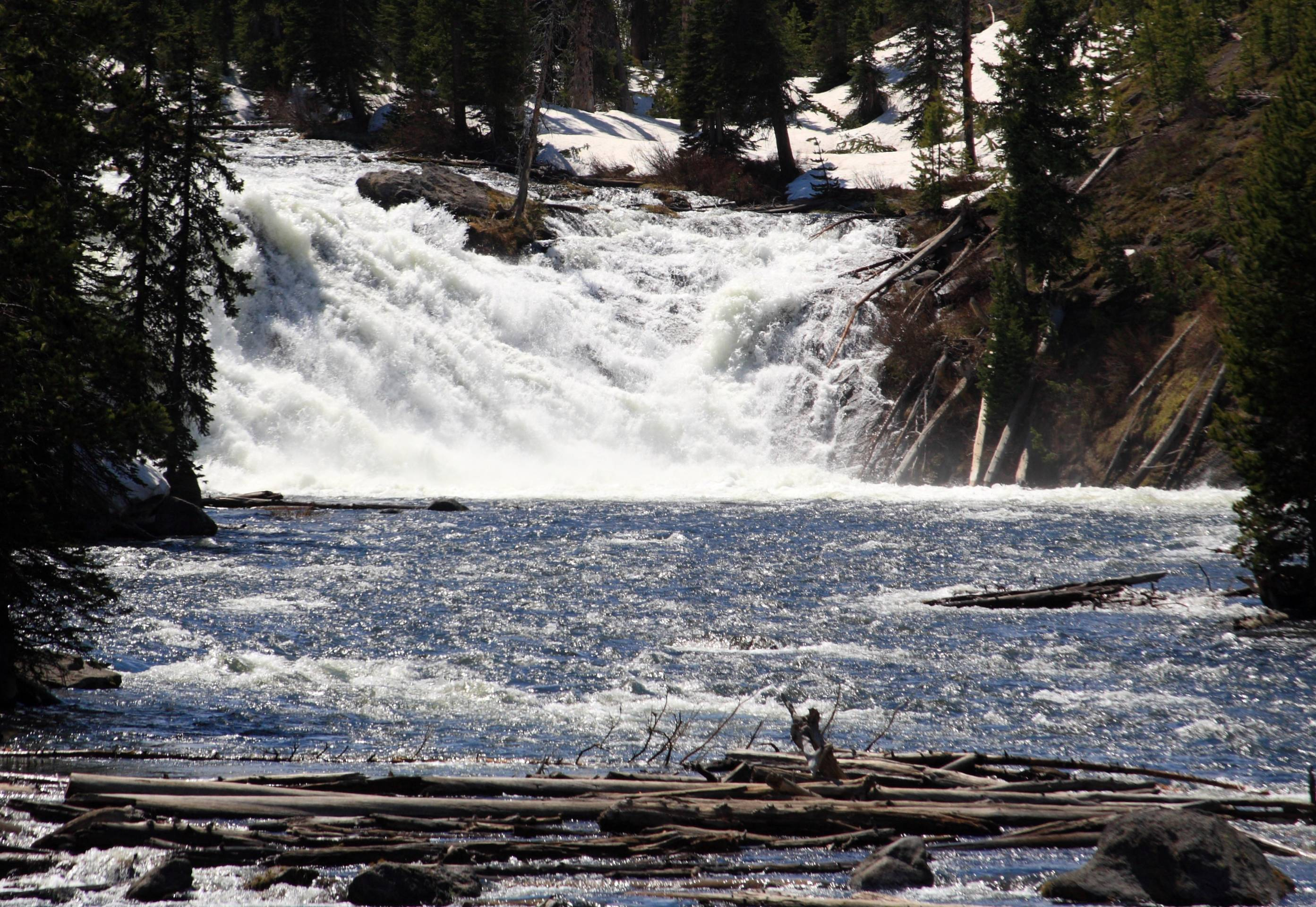
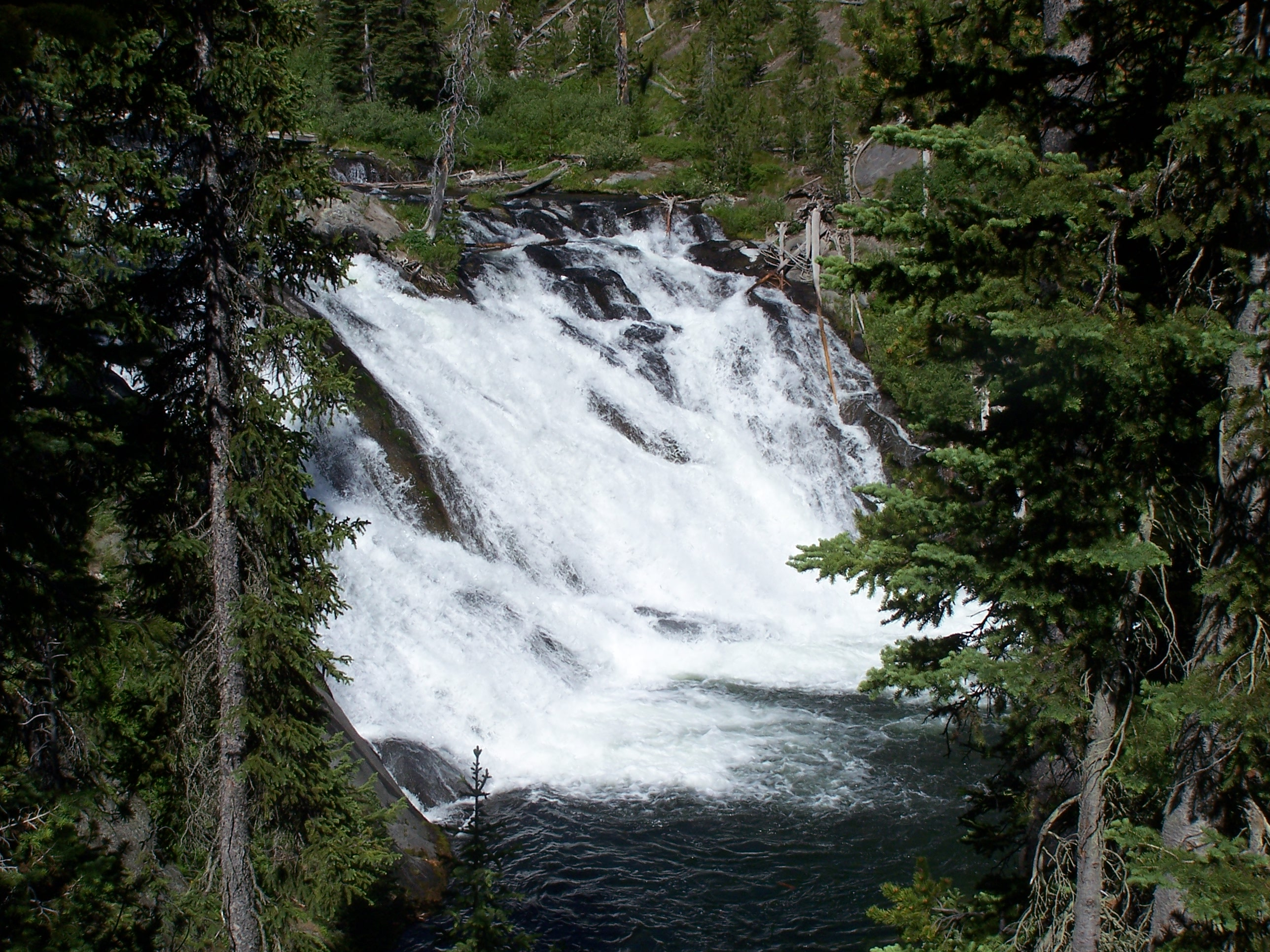